# 4943 Lac d'Orient
4943 Lac d'Orient (1987 OQ) là một tiểu hành tinh vành đai chính được phát hiện ngày 27 tháng 7 năm 1987 bởi E. W. Elst ở Đài thiên văn Haute-Provence.